# Slag bij de Metaurus
De Slag bij de Metaurus was een belangrijke slag in de Tweede Punische Oorlog tussen Rome en Carthago en vond plaats in 207 v.Chr. in Noord-Italië, nabij de Adriatische kust, bij de Metaurus-rivier (thans Metauro geheten) nabij het huidige Fano. De 19e-eeuwse Britse historicus Edward Creasy rekende de Slag bij de Metaurus onder zijn vijftien meest beslissende veldslagen in de wereld.

## Aanleiding
Hasdrubal Barkas, zoon van Hamilcar Barkas en broer van Hannibal Barkas, leed in Spanje nederlaag na nederlaag. Daarom besloot hij naar Italië te trekken om zijn troepen samen te kunnen voegen met die van zijn broer Hannibal, die daar al ruim tien jaar verbleef, en zodoende de oorlog een gunstige wending te geven.

## De veldslag
In 207 v.Chr. trok hij de Alpen over maar trof bij de rivier de Metaurus Romeinse troepen onder de gecombineerde leiding van Marcus Livius, die later de bijnaam Salinator zou krijgen, en Gaius Claudius Nero. Hasdrubal werd, nadat de legers elkaar al manoeuvrerend in de gaten hadden gehouden, door zijn gidsen in de steek gelaten aan de oever van de rivier de Metaurus, op een plaats die hij niet goed kende. Hij wist bijvoorbeeld geen doorwaadbare plaats te vinden. Op een gegeven moment werd hij gedwongen de strijd aan te gaan. Zijn Gallische hulptroepen hadden de avond tevoren te veel gedronken, en werden dan ook genadeloos afgemaakt. De slag eindigde in een overwinning voor de Romeinen. Hasdrubal wilde of kon zijn troepen echter niet in de steek laten en vocht zich hier letterlijk dood. Claudius Nero wenste blijkbaar geen respect te tonen voor zijn tegenstander omdat het de eerste grote overwinning in Italië was na tien sombere jaren. Hij liet Hasdrubals hoofd afhakken en bij zijn broer Hannibal over de omheining van diens legerkamp gooien. De boodschap was, dat die niet meer op versterking over land hoefde te rekenen.

## Historische betekenis
Als Hasdrubal aansluiting had kunnen vinden bij zijn broer, dan was de Tweede Punische Oorlog waarschijnlijk heel anders afgelopen. Hannibals strijdmacht zou dan groot genoeg geweest zijn om een directe aanval op Rome te kunnen wagen. Zelfs als de stad Rome niet gevallen was, zou de aanwezigheid van zo'n groot vijandelijk leger in Italië zeker bijgedragen hebben aan de politieke verdeeldheid en angst onder de Romeinen, terwijl regionale bondgenoten in de verleiding zouden zijn gekomen de winnende partij te kiezen. Hannibal kon nog vijf jaar betrekkelijk ongehinderd in Italië blijven met zijn troepen en de relaties met zijn plaatselijke bondgenoten op peil houden, maar de beslissende overwinning die zijn expeditie naar het Italiaanse schiereiland moest rechtvaardigen, bleef uit. Hoop op noemenswaardige versterking vanuit Carthago had hij niet meer, want op het Iberisch schiereiland was het tij gekeerd ten gunste van de Romeinen sinds Scipio daar geland was in 210 v.Chr. In 202 v.Chr. werd zijn vaderstad zelfs direct bedreigd door Scipio, zodat hij voor de verdediging daarvan teruggeroepen moest worden.
De betekenis van de Slag bij Metaurus wordt door historici erkend, alhoewel in Creasy's populaire geschiedschrijving (1851) Hannibals verbijsterende overwinning in de Slag bij Cannae en zijn uiteindelijke nederlaag in de Slag bij Zama Regia belangrijker schijnen.